# Poboa do Brollón
Poboa do Brollón är en ort i Spanien.   Den ligger i provinsen Provincia de Lugo och regionen Galicien, i den nordvästra delen av landet, 400 km nordväst om huvudstaden Madrid. Poboa do Brollón ligger 387 meter över havet och antalet invånare är 2 372.
Terrängen runt Poboa do Brollón är kuperad åt sydost, men åt nordväst är den platt. Runt Poboa do Brollón är det glesbefolkat, med 13 invånare per kvadratkilometer. Närmaste större samhälle är Monforte de Lemos, 10,7 km väster om Poboa do Brollón. Omgivningarna runt Poboa do Brollón är en mosaik av jordbruksmark och naturlig växtlighet.